# Jüdischer Friedhof Jenfelder Straße

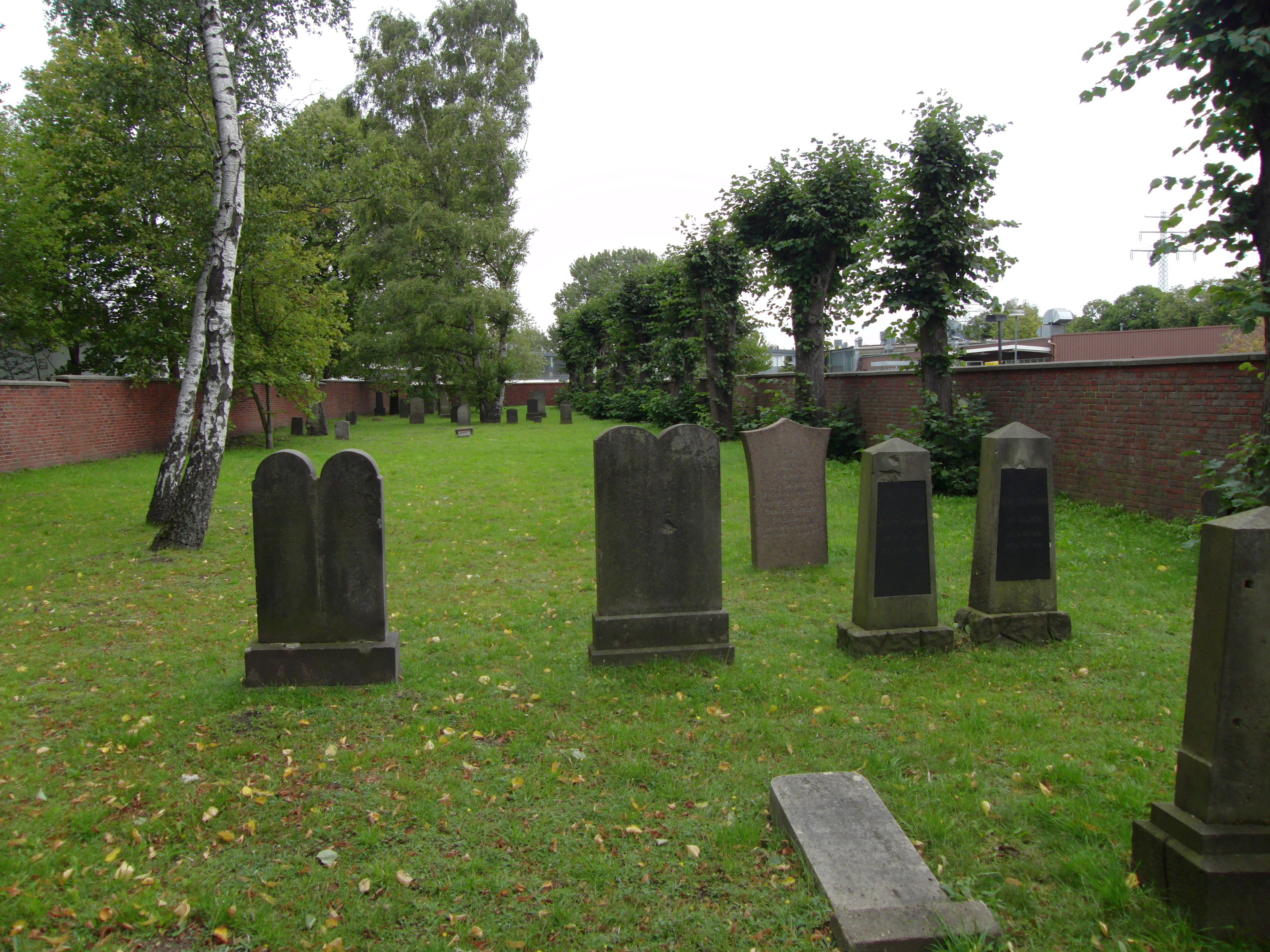
Der heutige Restteil des Friedhofs

Der Jüdische Friedhof Jenfelder Straße ist ein jüdischer Friedhof in Hamburg-Tonndorf. Auf ihm wurden von 1887 bis 1942 vor allem Angehörige der jüdischen Gemeinde Wandsbek bestattet. Nach den Verwüstungen der nationalsozialistischen Zeit ist heute nur noch ein Teil als Friedhof erhalten.

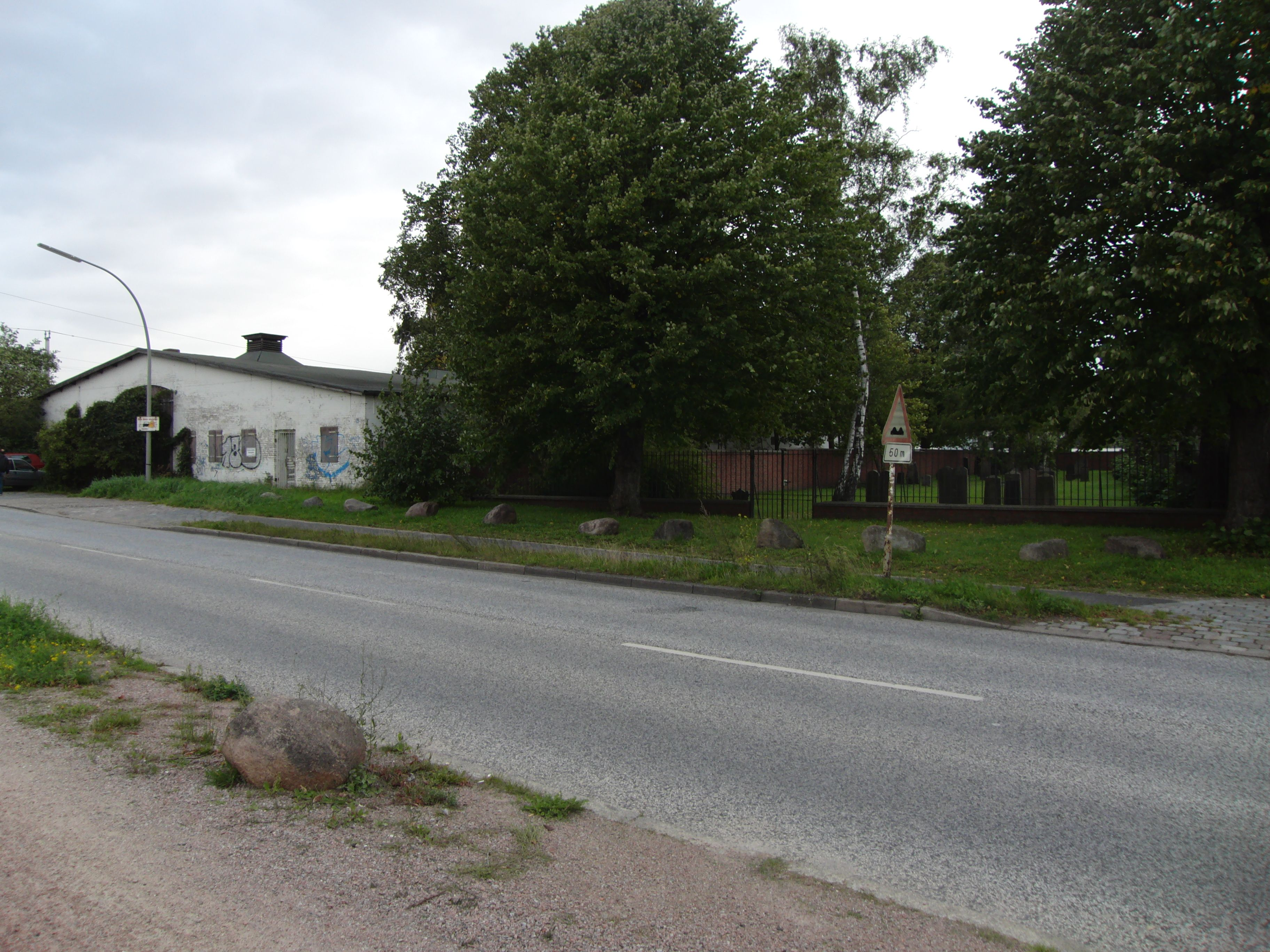
Der Friedhof und die darauf errichtete Lagerhalle

## Geschichte
Die seit dem 17. Jahrhundert bestehende Gemeinde in Wandsbek bestattete ihre Toten auf dem alten Friedhof Königsreihe. Nachdem dieser vollständig belegt war, wurde ein neues Gelände in der Jenfelder Straße (früher Jenfelder Weg) erworben und dort ein Friedhof für zunächst 388 Gräber eingerichtet. Er wurde im Sommer 1877 eröffnet. Im gleichen Jahr wurden auch eine Leichenhalle, eine Kohanimhalle und eine Wohnung für den Friedhofswärter erbaut. Das Gesamtareal hätte eine Erweiterung auf 1000 Gräber erlaubt. Zwischen 1887 und 1942 wurden 143 Tote auf dem Friedhof bestattet. Seit 1919 waren auch Urnengräber erlaubt, auch wenn Feuerbestattungen nach traditionellem jüdischen Verständnis nicht erlaubt sind.
In den Jahren 1913, 1915 und 1934 wurden jeweils Geländestreifen an die Reichsbahn verkauft.
Während des Novemberpogroms wurde der Friedhof geschändet. 1943 musste das Gelände zwangsweise an den Staat verkauft werden. Auf dem Reserveareal wurde eine Lagerhalle für Kartoffeln errichtet und dabei weitere Teile des Friedhofs verwüstet.
Als Ergebnis des Rückgabeverfahrens, das sich bis 1959 hinzog, wurde der unbebaute Teil des Friedhofs an die jüdische Gemeinden zurückgegeben. Dabei wurden auch, entgegen der eigentlichen Zusage der Hamburger Gemeinde, 39 Tote exhumiert und zum Teil innerhalb des Friedhofs umgebettet. Weitere Gräber befinden sich unter der Lagerhalle oder sind zerstört. Auf dem Friedhof sind 44 Grabsteine erhalten. Von der ursprünglichen gärtnerischen Gestaltung ist nur eine Reihe Linden auf der Ostseite zu sehen. Die baufällige Lagerhalle wird heute nicht mehr genutzt. Die ursprünglichen Gebäude des Friedhofs sind nicht erhalten.
Laut dem Planungskonzept für den Bau der S4 soll die verfallene Lagerhalle abgerissen werden und Platz für neue Gleise und eine Lärmschutzwand schaffen. Die unter der Halle noch vermuteten Gräber wurden in die Planung einbezogen und das Vorhaben mit der jüdischen Gemeinde abgestimmt.